# 조태용
조태용(趙太庸, 1956년 8월 29일~)은 대한민국의 외교관, 정치인이다. 제16대 국가정보원장(2024. 1. 16.~)이다. 제21대 국회의원(국민의힘 비례대표), 제27대 주미대사, 제6대 국가안보실장을 지냈다.

## 학력
- 1975년: 경기고등학교 졸업
- 1979년: 서울대학교 사회과학대학 정치학과(75학번) 졸업

## 경력
- 1980년 4월: 제14회 외무고시 합격
- 1980년 8월: 외무부 사무관
- 1984년 7월: 주 국제연합 대한민국 대표부 2등서기관
- 1990년 1월: 주이라크 대한민국 대사관 1등서기관
- 1993년 12월: 주미국 대한민국 대사관 1등서기관
- 1997년 2월: 외무부 북미제2과장
- 1998년 8월: 외교통상부 북미제1과장
- 1999년 12월: 주태국 대한민국 대사관 참사관, 부이사관
- 2002년 2월: 외교통상부 북미국 제2심의관
- 외교통상부장관 보좌관
- 2003년 4월: 대통령비서실 행정관(참여정부)
- 2004년 2월: 외교통상부 북핵외교기획단장
- 2006년 2월: 외교통상부 북미국장, 이사관
- 2007년 1월: 외교통상부 장관특별보좌관
- 2007년 8월 ~ 2009년 12월: 제8대 주아일랜드 대한민국 대사관 대사(참여정부)
- 2009년 12월: 외교통상부 제1차관 의전장
- 2011년 8월~2013년 5월: 제17대 주호주 대한민국 대사관 대사
- 2013년 5월: 외교부 한반도평화교섭본부장
- 2014년 2월~2015년 10월: 외교부 제1차관
- 2015년 10월: 국가안보실 제1차장 겸 국가안전보장회 사무처장
- 연세대학교 국제학대학원 객원교수
- 2019년 5월: 자유한국당 당무위원
- 2019년 5월: 자유한국당 문재인 정권 안보파탄 백서 제작 자문위원
- 2019년 7월~2020년 2월: 자유한국당 日수출규제 대책 특별위원회 위원
- 2020년 4월~2020년 5월: 미래한국당 대변인
- 2020년 6월~2020년 9월: 미래통합당 비상대책위원회 외교안보특별위원회 위원
- 2020년 7월 : 미래통합당 이인영 통일부장관 후보자 청문자문단 자문위원
- 2020년 8월~2020년 9월: 미래통합당 국제위원장
- 2020년 9월: 국민의힘 비상대책위원회 외교안보특별위원회 위원
- 2020년 9월: 국민의힘 국제위원장
- 2020년 9월: 국민의힘 북한의 우리 국민 사살·화형 만행 진상조사 태스크포스 위원
- 2020년 10월~2022년 6월: 국민의힘 약자와의 동행 위원회 국민동행분과 위원
- 2020년 10월~2022년 6월: 국민의힘 북한인권 및 탈북자‧납북자 위원회 고문
- 2020년 11월~2021년 6월: 국민의힘 정책조정위원회 제4정조부위원장(외통·국방·정보 분야)
- 2021년 2월~2022년 6월: 국민의힘 탈원전 북원전 진상조사특별위원회 위원
- 2021년 3월~2021년 4월: 국민의힘 4·7재보궐선거 서울시장 보궐선거 선거대책위원회 정책특별본부 국제도시서울본부장
- 2021년 7월~2021년 8월: 국민의힘 정책위원회 제5정책위부의장
- 2021년 8월~2021년 9월: 국민의힘 최재형 제20대 대통령 선거 예비후보 열린캠프 정책본부 외교정책총괄본부장
- 2021년 12월~2022년 1월: 국민의힘 선거대책위원회 중앙선거대책위원회 산하 위원회 글로벌비전위원회 부위원장
- 2021년 12월~2022년 1월: 국민의힘 선거대책위원회 정책총괄본부 민생회복정책추진단 외교정책 추진본부장
- 2022년 1월~2022년 3월: 국민의힘 제20대 대통령선거 정책본부 민생회복정책추진단 외교정책 추진본부장
- 2022년 3월~2022년 5월: 한미정책협의 대표단 부단장
- 2022년 6월~2023년 3월: 제27대 주미대사
- 2023년 3월~2023년 12월: 제6대 국가안보실장
- 2023년 5월~2023년 12월: 대통령직속위원회 국방혁신위원회 위원(당연직위원)
- 2024년 1월~2025년 6월: 제16대 국가정보원장

### 의정 활동
- 2020년 5월 30일~2022년 6월 2일: 제21대 국회의원(비례대표, 미래한국당→미래통합당→국민의힘)
  - 2020. 7.~2022. 6. 제21대 국회 전반기 외교통일위원회 위원
- 제21대 국회 전반기 외교통일위원회 법안심사 소위원회 위원
  - 2020. 7.~2022. 6. 제21대 국회 전반기 정보위원회 위원
  - 제21대 국회 전반기 정보위원회 법안심사소위원회 위원
  - 2020. 7.~2022. 6. 국회 글로벌외교안보포럼 연구책임의원
  - 2020. 7.~2022. 6. 국회인권포럼 구성의원
  - 2022. 1.~2022. 6. 제21대 국회 2030 부산세계박람회 유치지원 특별위원회 위원

## 가족
- 배우자: 이진영[3]
- 자녀: 2남 1녀

## 역대 선거 결과
| 실시년도 | 선거   | 대수 | 직책     | 선거구   | 정당       | 득표수       | 득표율          | 순위         | 당락 | 비고 |
| -------- | ------ | ---- | -------- | -------- | ---------- | ------------ | --------------- | ------------ | ---- | ---- |
| 2020년   | 총선   | 21대 | 국회의원 | 비례대표 | 미래한국당 | 9,441,520 표 | \| \| 33.84% \| | 비례대표 6번 |      | 초선 |
|          | 33.84% |      |          |          |            |              |                 |              |      |      |

## 같이 보기
- 대한민국 제21대 국회의원 선거 미래한국당 후보 목록#비례대표
- 대한민국의 정치
- 대한민국의 대외 관계